# Station Manor Park
Manor Park is een spoorwegstation van National Rail in Newham in Engeland. Het station is eigendom van Network Rail en wordt beheerd door Transport for London.

## Het station
Het station is geopend in 1873 door de Great Eastern Railway (GER) als toevoeging aan de Great Eastern Main Line (GEML). In het interbellum werd de GER ondergebracht in de houdstermaatschappij London North Eastern Railway die bij de nationalisatie in 1948 opging in British Railways. Rond 1990 werd British Railways gesplitst en in 1996 werden concessies verleend voor de treindiensten op de GEML. De stoptreinen werden toen gegund aan Greater Anglia die ze tot 31 mei 2015 onderhield.
Manor Park was in de plannen van Crossrail opgenomen als onderdeel van de oosttak van hun Elizabeth line. De bouw van de Elizabeth line begon in 2008 en zou eind 2018 geopend worden. De Elizabeth Line werd echter pas op 17 mei 2022 geopend, vooruitlopend hierop nam Transport for London (TfL) op 31 mei 2015 de diensten tussen Liverpool Street en Shenfield over onder de naam TfL Rail. In 2017 stroomden nieuwe treinstellen class 345 in bij TfL die langer (ruim 200 m) zijn dan de perrons van Manor Park (van 168 tot 184 meter). Door de ligging kunnen de perrons niet verlengd worden zodat tijdens de stops in Manor Park slechts een deel van de deuren geopend wordt. 
In de normale dienst stoppen alleen treinen op de sporen 1 en 2, de sporen 3 en 4 liggen aan de ECML waar alleen treinen stoppen in geval werkzaamheden of storingen. Ten zuiden van spoor 1 ligt nog een goederenspoor tussen de keermuur en het perron. Vanwege de smalle perrons en de indeling van het station was het plaatsen van liften voor gehandicapten moeilijk, zodat een nieuwe loopbrug gebouwd moest worden. Hiertoe werd het station gedurende enkele maanden afgesloten. De nieuwe loopbrug ligt op enige afstand van de gevel van het station en is met een zijbrug met het station verbonden. Het station zelf is voorzien van OV-poortjes, een rolstoeltoegankelijk toilet en een nieuwe winkelruimte.

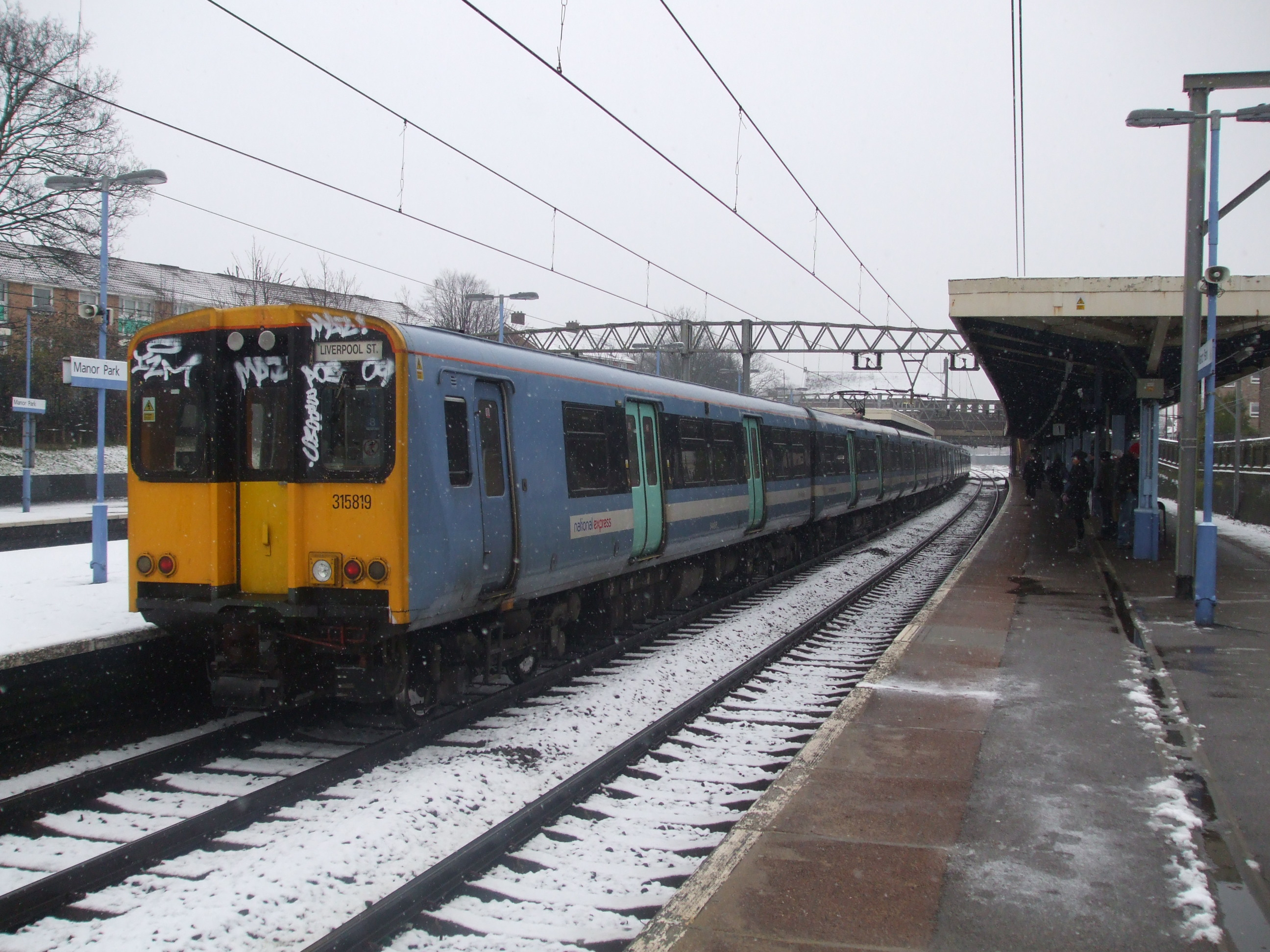
Een stoptrein van Greater Anglia in 2010 te Manor Park.
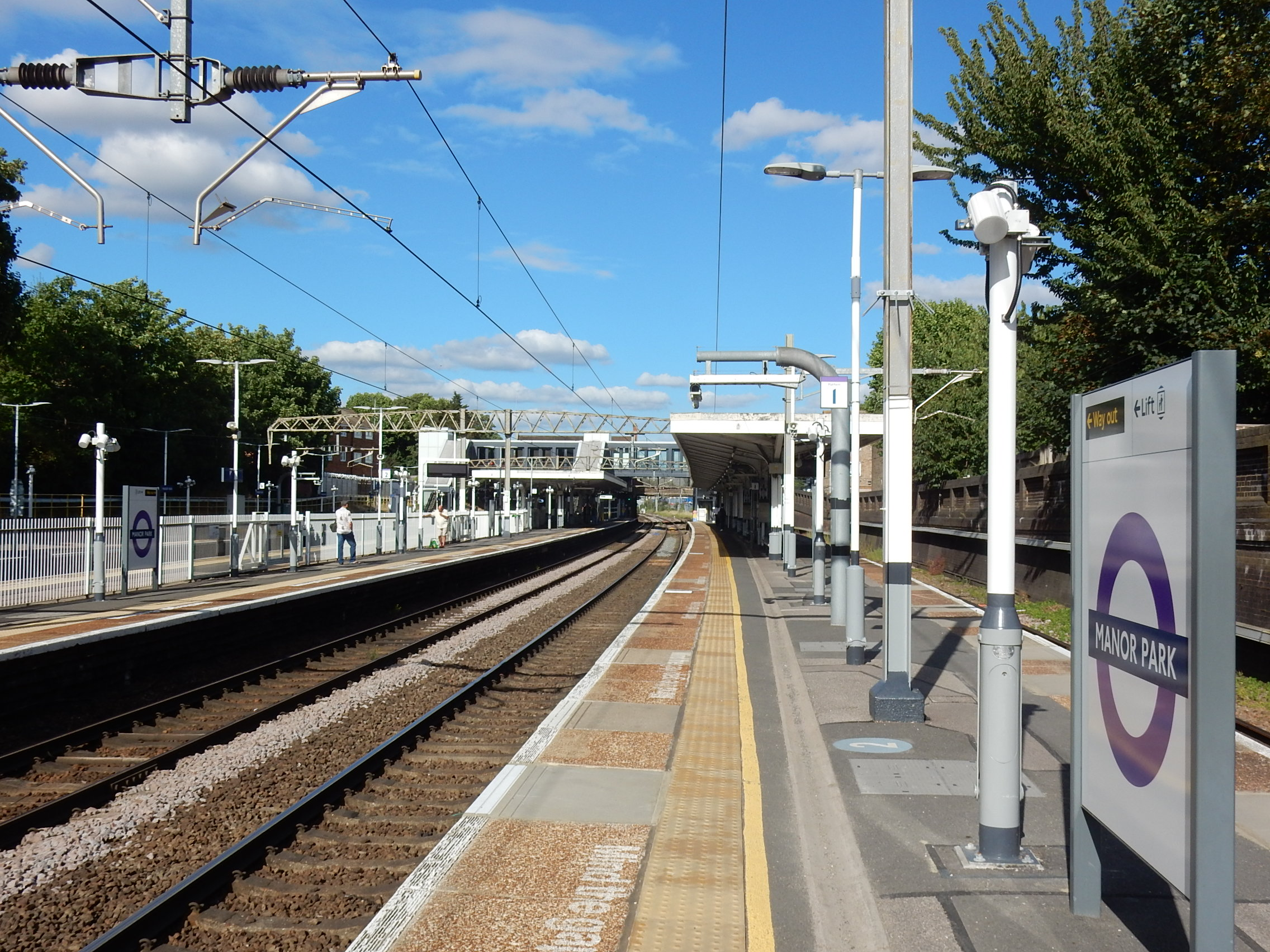
Sporen en perrons in de huisstijl van de Elizabeth line, rechts het goederenspoor.
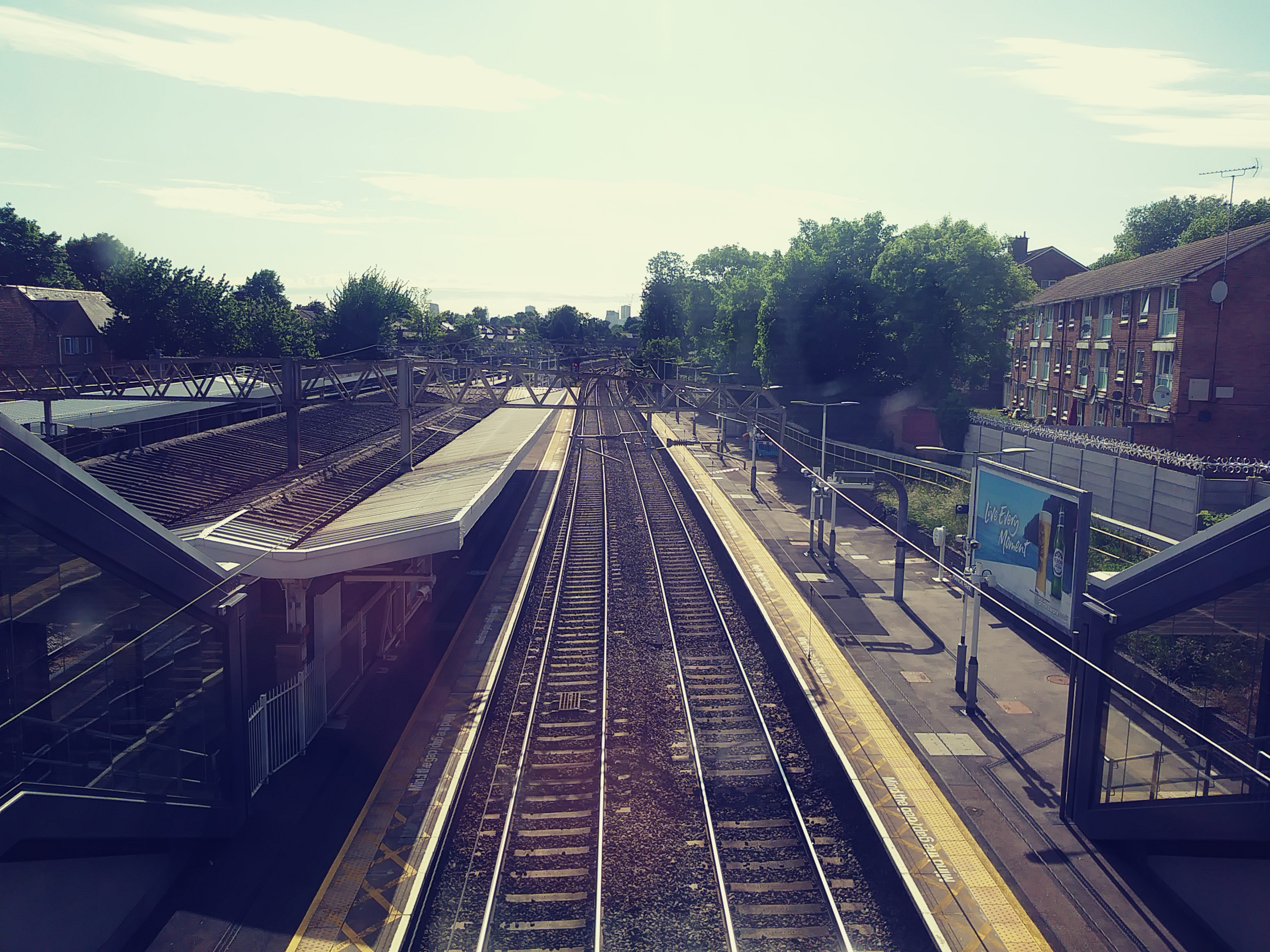
Sporen en perrons van de Great Eastern Main Line.

## Reizigersdienst
Het station ligt Travelcard Zone 3 en 4 op korte loopafstand van Woodgrange Park aan de Gospel Oak - Barking-lijn, overstappers tussen beide lijnen kunnen een halte westelijker gebruikmaken van een overstap tussen Forest Gate en Wanstead Park.zonder bij het andere station opnieuw het instaptarief te betalen. 

### Elizabeth line
De diensten ten oosten van Liverpool Street worden sinds 24 mei 2022 gereden onder de naam Elizabeth Line al moesten reizigers tot de opening van de tunnel tussen Whitechapel en Stratford, op 6 november 2022, in Liverpool Street overstappen tussen de bovengrondse perrons van het oostelijke deel van de lijn en de ondergrondse perrons van de rest van de Elizabeth Line. Vanaf het voorjaar 2023 zullen rechtstreekse diensten tussen Shenfield en Reading worden aangeboden. In de normale dienst in de daluren rijden van maandag tot zaterdag acht treinen per uur in elke richting tussen Liverpool Street en Shenfield, op zondag teruggebracht tot vier per uur in elke richting

## Busverbindingen
Deze buslijnen vertrekken vanaf het station. Andere lijnen vertrekken vanaf Romford Road, 200m ten zuiden van het station.
| Lijn | Route |
| ---- | --- |
| 101  | Wanstead - Manor Park - East Ham - Beckton - Gallions Reach                                                                   |
| 104  | Manor Park - East Ham - Upton Park - West Ham (Noord) - Stratford                                                             |
| 474  | Manor Park - East Ham - Beckton - Royal Victoria Dock - North Woolwich - London City Airport - West Silvertown - Canning Town |
| W19  | Walthamstow - Whipps Cross - Leytonstone - Manor Park - Ilford                                                                |